# Gorgonocephalus pustulatum
Gorgonocephalus pustulatum är en ormstjärneart som först beskrevs av Hubert Lyman Clark 1916.  Gorgonocephalus pustulatum ingår i släktet Gorgonocephalus och familjen medusahuvuden. Inga underarter finns listade i Catalogue of Life.